# ГЕС Tyin
ГЕС Tyin — гідроелектростанція на півдні Норвегії, за 170 кілометрів на північний схід від Бергену та приблизно на такій же відстані на південний схід від Олесунна. Використовує ресурс зі сточища Ardalsvassdraget — річково-озерного ланцюжка, останніми ланками якого є озеро Ardalsvatnet та коротка протока Haereidselvi, що дренується до Ardalsfjorden (найсхідніша затока найбільшого норвезького фіорду Согнефіорд).

## Водозбірна мережа

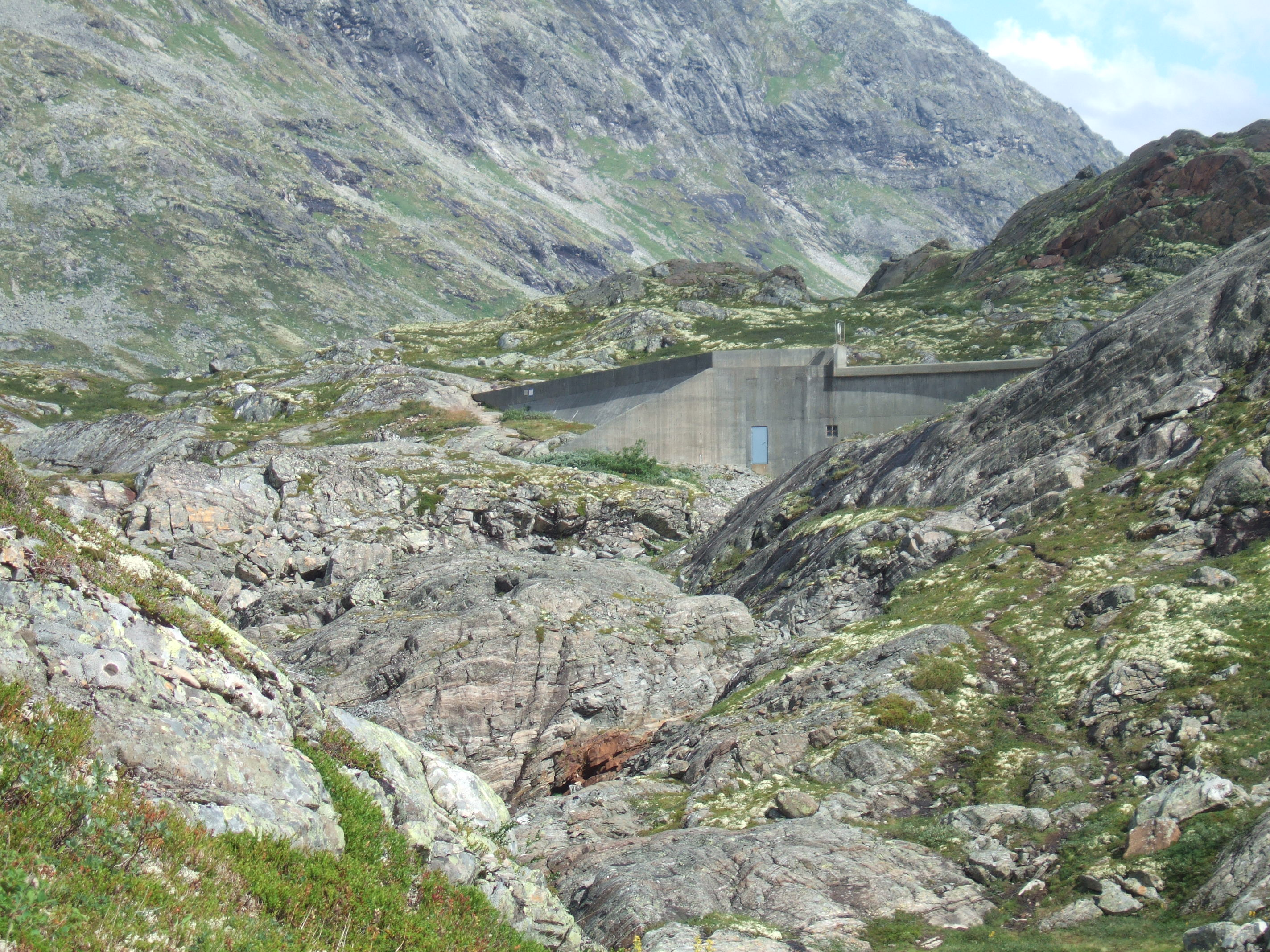
Найвищий водозабір станції — гребля Gravdalsdammen у верхів'ї Ardalsvassdraget

На своєму шляху Ardalvassdraget приймає зі сходу чимало лівих приток, найбільшою серед яких є річка Tya, котра приєднується незадовго перед озером Ardalsvatnet. Саме на ній розташований найбільший резервуар створеної для станції дериваційної схеми — водосховище Tyin, котре має коливання рівня поверхні між позначками 1074 та 1084 метри НРМ (в тому числі 5 метрів за рахунок здреновування нижче природного порогу), що при площі поверхні у 34 км2 забезпечує корисний об'єм 313 млн м3 (85 % загального об'єму сховищ системи). Окрім власного притоку, Tyin поповнюється через прокладений з півночі дериваційний тунель довжиною понад 15 км, який починається від греблі Gravdalsdammen у верхній течії Ardalvassdraget та далі прямує по лівобережжю останньої, приймаючи ресурс з водозаборів на її притоках Rauddola, Skogadola (та струмка Sore Skogadola, що впадає до неї), Urdadola та Fleskedola. Завершується цей тунель в озері Koldedalsvatnet (1178 метрів НРМ), що лежить вище від Tyin по течії Tya.

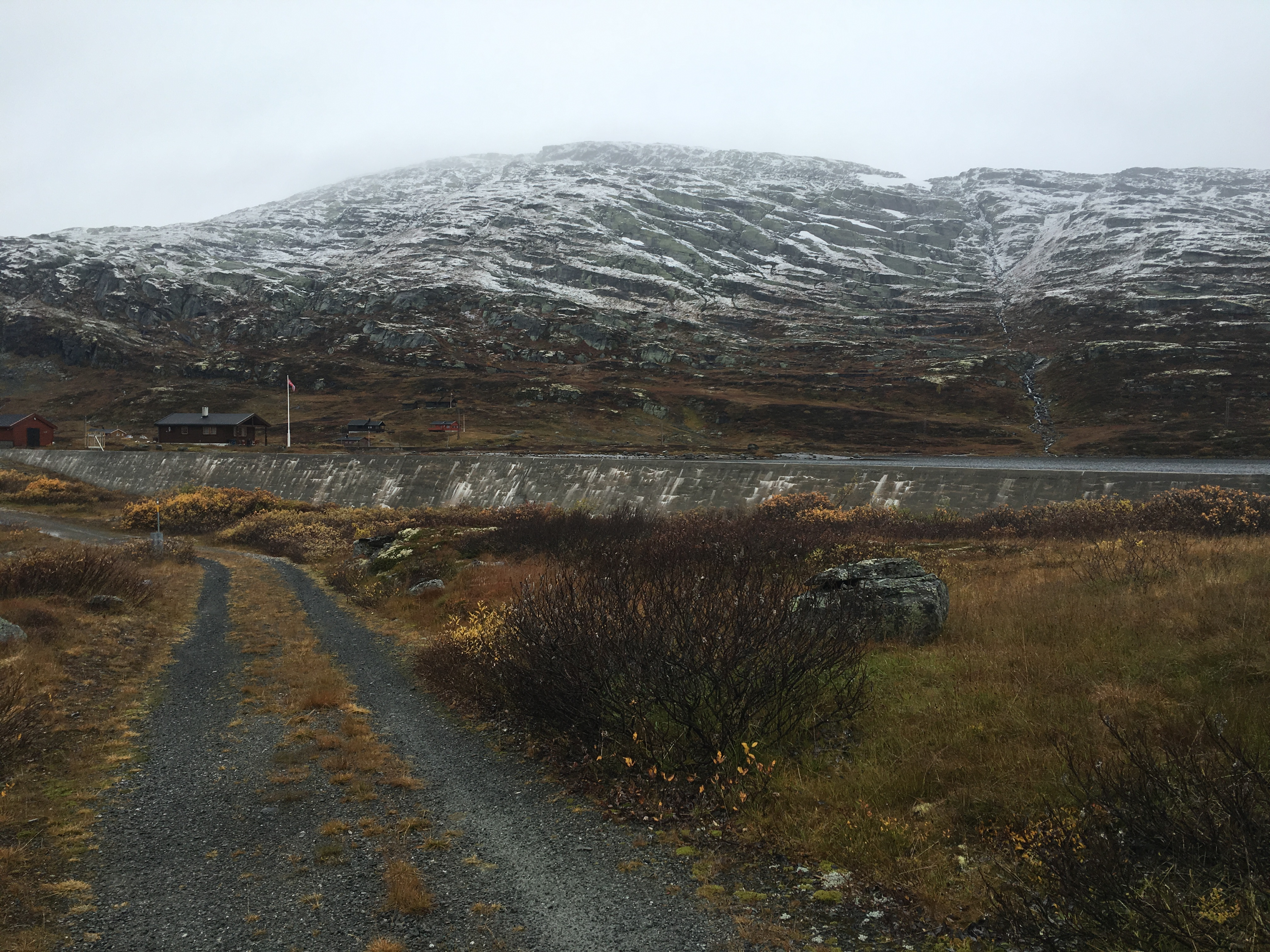
Одна з гребель на Tyin

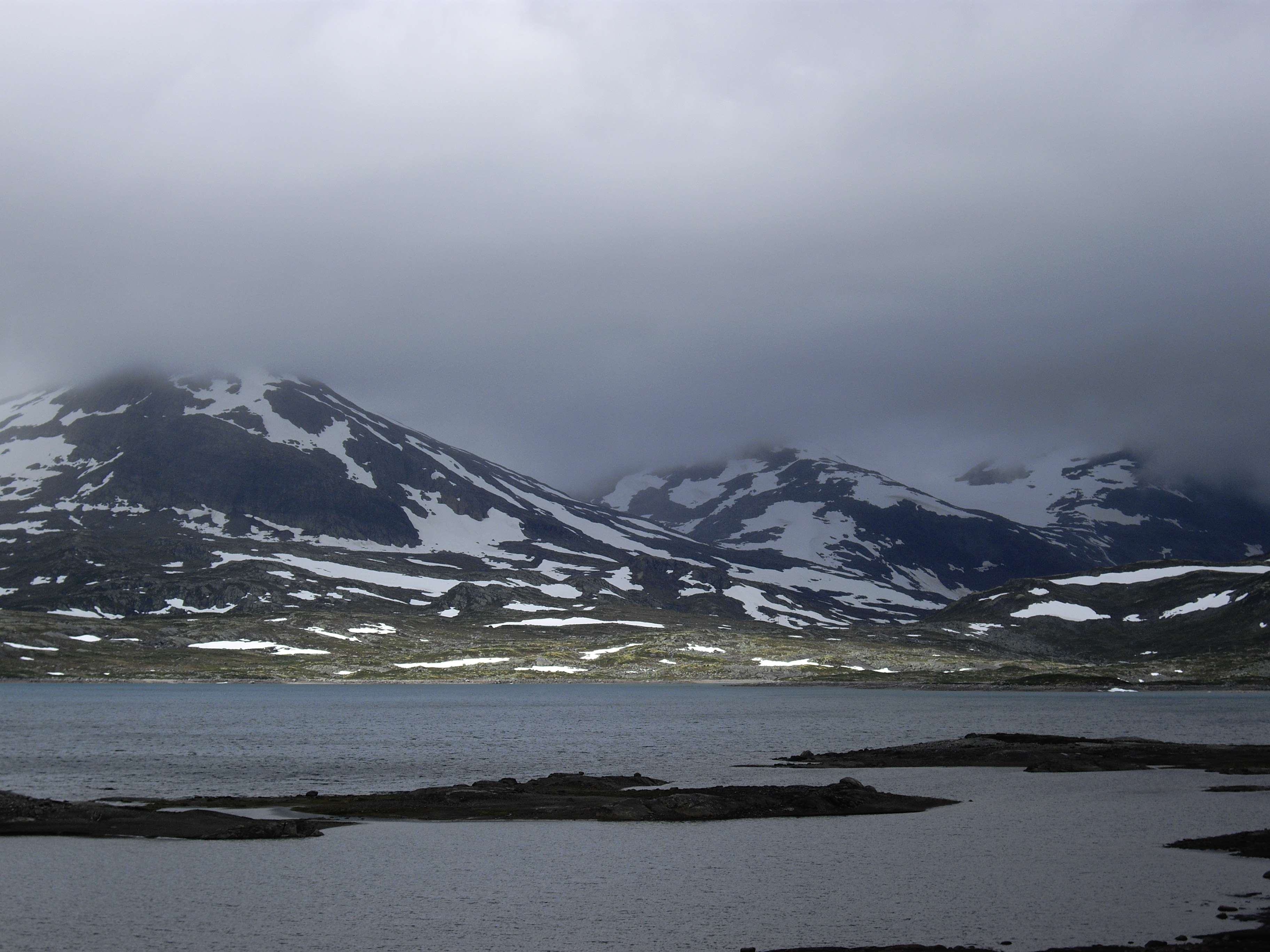
Водосховище Tyin

Tyin скидає накопичений ресурс до русла Tya, на якій далі знаходиться значно менше сховище Torolmen. Ця водойма має площу поверхні 1,55 км2 та коливання рівня в діапазоні від 1048 до 1051 метр НРМ, що забезпечує корисний об'єм у 4 млн м3. До Torolmen також надходить поповнення з північно-західної групи водозаборів на правих притоках Tya — Breibotnelvi, Mannsbergelvi, Storeknipbekken, Graveskardbekken. При цьому тут діють кілька сховищ:
- Mannsbergvatn на Mannsbergelvi. Регульована в діапазоні від 1337 до 1345 метрів НРМ (виключно за рахунок здреновування нижче природного порогу), ця водойма при площі поверхні 2,26 км2 має корисний об'єм у 16,8 млн м3;
- Kyrkjevatnet на Breibotnelvi з припустимим коливанням рівня поверхні між позначками 1336 та 1346 метрів НРМ (в основному — на 8 метрів — за рахунок здреновування), площею поверхні 0,8 км2 та корисним об'ємом 6,4 млн м3;
- Nedre Breibotnvatn на тій же Breibotnelvi, регульоване від 1230 та 1235 метрів НРМ (тільки за рахунок здреновування нижче природного порогу). Цей резервуар має невелику площу поверхні 0,24 км2 та корисний об'єм лише 1 млн м3.
З Kyrkjevatnet скидають ресурс у природне русло, і туди ж потрапляє вода з Mannsbergvatn, перекинута коротким тунелем під водорозділом двох правих приток Tya. В подальшому з Nedre Breibotnvatn здійснюється забір до підвідного тунелю довжиною біля 2,5 км, котрий прямує на малу ГЕС Mannsberg (3,5 МВт, запрацювала у 2016 році). Пройшовши останню, вода потрапляє в наступний тунель від ще одного водозабору на Mannsbergelvi, який на своєму шляху до Torolmen встигає підібрати ресурс зі струмків Storeknipbekken та Graveskardbekken.
Від Torolmen по лівобережжю прямує головний дериваційний тунель, що має водозабори на лівих притоках Tya — Frostdalselvi (та її правій притоці Skivardbekken), Fannegjelselvi (і струмка, що в неї впадає), Biskopselvi (та ще одному струмку), Bekk 2 til Tya fra vest, Bekk fra vatn k.1312 (і ще одному струмку) та Holsbrubekken (плюс з її правої притоки Bekk til Holsbruvatnet). При цьому в течії Biskopselvi розташоване сховище Biskopsvatnet з площею поверхні 0,78 км2 і коливанням рівня між позначками 1344 та 1350 метрів НРМ (в тому числі 4 метри за рахунок здреновування нижче природного порогу), що забезпечує корисний об'єм у 4,3 млн м3. А до Holsbrubekken виходить тунель завдовжки майже 2 км від південно-західної групи водозаборів, розташованих у сточищах річок Raudsdola (ліва притока Ardalvassdraget, яка впадає в неї між устям Tya та озером Ardalsvatnet) і Berdalselvi (права притока Steigeelvi, котра в свою чергу є лівою притокою озера Ardalsvatnet). В цій групі діє кілька сховищ, як то:
- Viervatnet на Berdalselvi з коливанням рівня поверхні між 1208 та 1230 метрів НРМ (в тому числі 10 метрів за рахунок здреновування нижче природного порогу), що при площі у 0,7 км2 створює корисний об'єм 9,6 млн м3. Можливо відзначити, що нижче по течії Berdalselvi знаходиться озеро Berdalsvatnet, звідки здійснюється деривація не на північ до Tya, а на південний захід в дериваційну систему ГЕС Naddvik;
- Smaloyptevatnet на Smaloyftebekken, правій притоці Berdalselvi, яке регулюється в діапазоні трохи більше за метр та при площі 0,15 км2 має об'єм лише 0,2 млн м3;
- Krekavatn (Heimre Krekavatnet) у верхів'ях Raudsdola з коливанням рівня поверхні між 1321 та 1324 метрами НРМ (повністю за рахунок здреновування нижче природного порогу), що при площі у 1,75 км2 створює корисний об'єм 12,6 млн м3.
Від Viervatnet прокладено тунель довжиною біля 2 км до Smaloyptevatnet, звідки наступний короткий тунель проходить під водорозділом до струмка, який впадає ліворуч в Raudsdola нижче від сховища Krekavatn. А ще нижче з Raudsdola починається згаданий вище тунель, прокладений під її водорозділом з Tya.

## Стара ГЕС
Кампанія Norsk Hydro почала роботи над гідроенергетичним проектом в долині Tya у 1916-му, після завершення найпотужнішої на той час електростанції країни ГЕС Såheim. За два роки тут запрацювала допоміжна ГЕС з двома агрегатами загальною потужністю 0,66 МВт (виведена з експлуатації у 1947-му), яка призначалась для забезпечення масштабних робіт з прокладання дериваційного тунелю від Torolmen. Цю споруду довжиною 11,2 км та перетином 13,5 м2 змогли завершити у 1927 році, проте подальший поступ такого великого проекту загальмувався.
Зацікавленість в його завершенні виявили на початку 1940-х років німці, котрі окупували Норвегію під час Другої світової війни та потребували алюмінію для авіаційної промисловості. Роботи відновились, причому для їх проведення завезли кілька тисяч військовополонених та робітників з інших країн.
Перший гідроагрегат ввели в експлуатацію у 1944-му, всього ж машинний зал обладнали шістьома турбінами типу Пелтон потужністю по 32 МВт, які мали використовувати напір у 1012 метрів.
Втім, поразка у війні не дозволила Німеччині в повній мірі використати цей об'єкт.

## Нова ГЕС

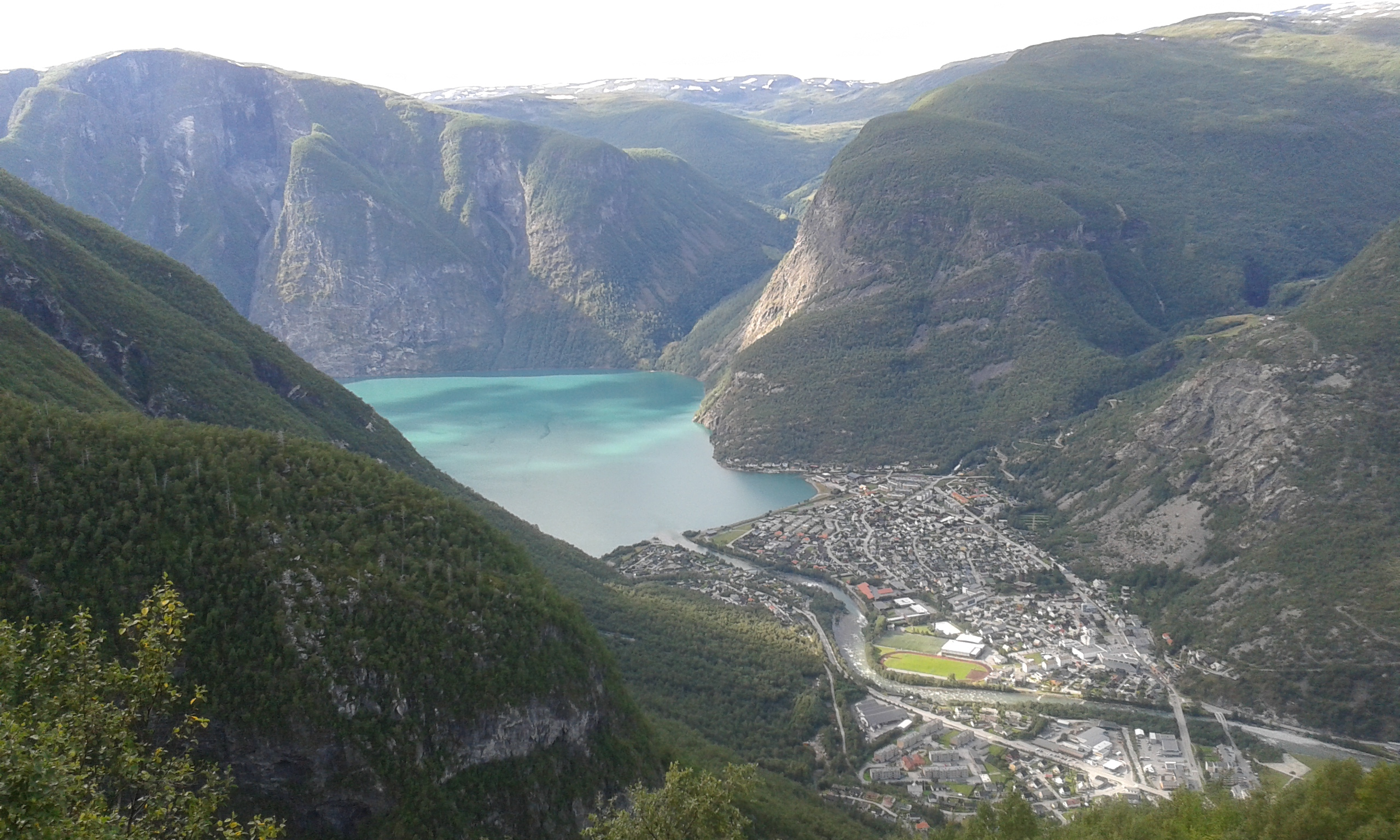
Вид на Ovre Ardal з долини Tya. У лівому гірському масиві знаходиться машинний зал ГЕС Tyin

У 2001—2004 роках реалізували проект спорудження нової ГЕС Tyin, яка зокрема отримала новий головний тунель. Якщо попередня споруда спершу прямувала з невеликим нахилом по долині Tya, підбираючи ресурс з численних водозаборів і переходячи в напірну шахту на останньому етапі, то тепер від сховища Torolmen прокладена галерея одразу до підземного машинного залу (котра незадовго до завершення може також приймати воду і з тільки що згаданої шахти старої ГЕС).
Доступ персоналу в машинний зал здійснюється через тунель довжиною 1,6 км, а відпрацьована вода транспортується по новому відвідному тунелю довжиною понад 2 км прямо в Ardalsvatnet (раніше вона скидалась у Tya до впадіння в це озеро). Всього проект потребував прокладання 18 км нових підземних трас.
Обладнання станції склали дві турбіни того ж типу загальною потужністю 374 МВт (вдвічі більше ніж у попередньої), які при напорі у 1040 метрів повинні виробляти понад 1,5 млрд кВт-год електроенергії на рік (приріст на 15 %).